# Савез хокеја на леду Лихтенштајна
Хокејашки савез Лихтенштајна кровна је спортска организација задужена за хокеј на леду и инлајн хокеј у Кнежевини Лихтенштајн. Пуноправни је члан Међународне хокејашке федерације (ИИХФ) од 4. октобра 2001. године. 
Седиште Савеза налази се у насељу Бендерн (општина Гамприн).
У Лихтенштајну тренутно не постоји сениорско лигашко такмичење, а под ингеренцијом Савеза одржавају се турнири за млађе играчке категорије у суседној Швајцарској (пошто у земљи не постоје адекватни терени за овај спорт). Клуб ЕХЦ Вадуц-Шеленберг се такмичи у аматерској лиги источне Швајцарске. 
Сениорска репрезентација одиграла је два међународна сусрета против селекције Луксембурга, укључујући и дебитантски наступ из 2003. када је поражена са 7:1 у швајцарском Виднауу.